# Wakizashi

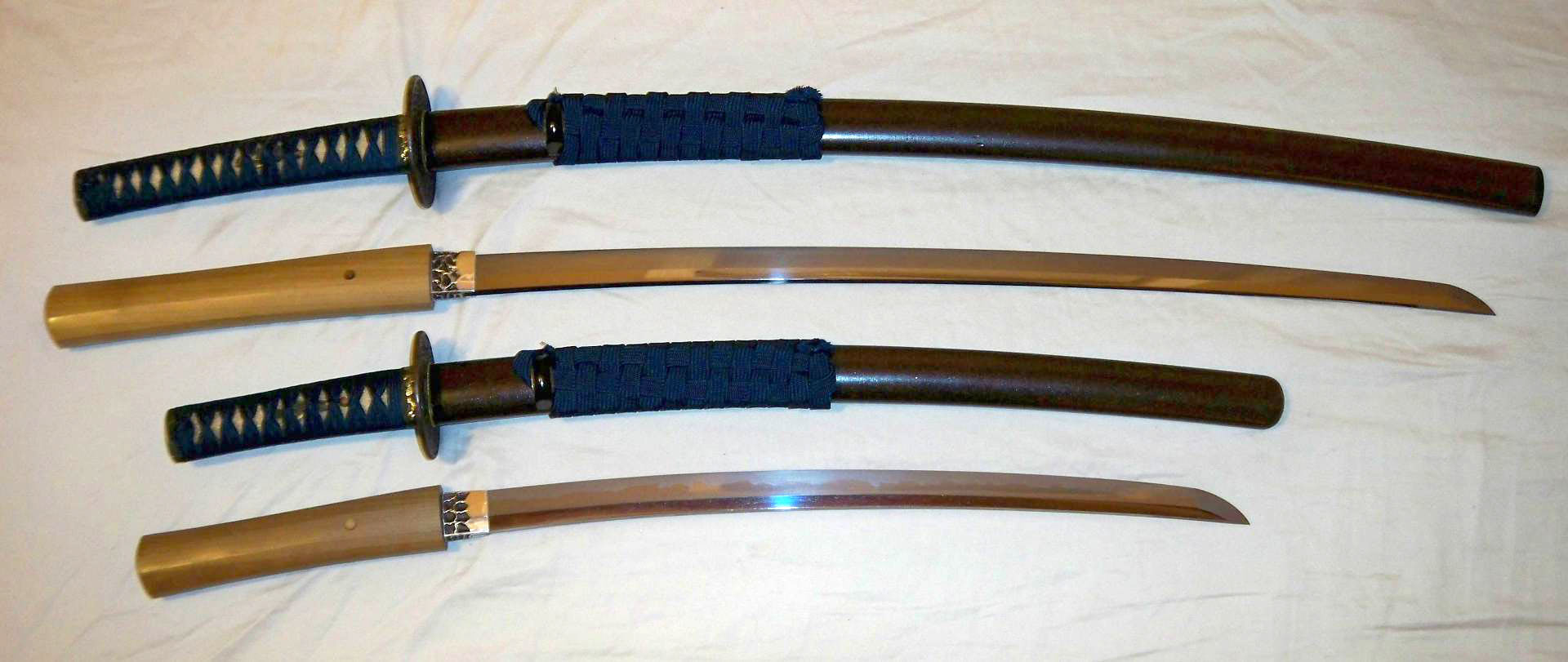
Một Daito (trên) và wakizashi (dưới) ở dạng các cặp daishō, thể hiện sự khác nhau về kích cỡ.

Wakizashi (Kanji: 脇差 (hiếp sai)/ Hiragana: わきざし), nghĩa là "[gươm] đeo vào hông", là loại guơm truyền thống của Nhật Bản (nihontō, 日本刀, にほんとう) được dùng bởi tầng lớp samurai thời kì phong kiến.

## Miêu tả
Wakizashi có lưỡi dài khoảng 30 đến 60 cm, những thanh wakizashi có độ dài gần bằng katana được gọi là o-wakizashi và thanh có độ dài gần với "tantō" được gọi là ko-wakizashi. Wakizashi được đeo cùng với katana là một dấu hiệu chính thức cho thấy người đeo nó là một samurai hoặc một kiếm sĩ thời kì phong kiến Nhật Bản. Khi được đeo cùng nhau chúng được gọi là daishō, nghĩa là cặp to-lớn (đại-tiểu). Katana là thanh lớn, dài và Wakizashi là thanh đi kèm của nó. Wakizashi là thanh kiếm hỗ trợ cho katana nhưng không phải chỉ là một phiên bản nhỏ của katana, chúng có thể được rèn đúc khác nhau và có mục đích, cách phối hợp khác nhau.

## Lịch sử và sử dụng
Wakizashi được dùng vào khoảng thế kỉ 15 hoặc 16. Wakizashi được dùng như một thanh kiếm để đỡ hoặc hỗ trợ; nó cũng được sử dụng trong cận chiến, để chặt đầu địch thủ bại trận và đôi khi để thực hiện seppuku. Wakizashi là một trong số nhiều loại kiếm ngắn được samurai sử dụng, bao gồm yoroi tōshi, chisa-katana và tantō. Ban đầu, khái niệm wakizashi không được sử dụng để xác định loại kiếm có một chiều dài phần lưỡi cụ thể nào cả và chỉ là một từ rút gọn của "wakizashi no katana" (kiếm đeo bên hông); khái niệm này được sử dụng cho kiếm với mọi kích cỡ. Mãi cho đến năm 1638 trong thời Edo, khi những người cai trị Nhật Bản cố gắng chỉnh đốn lại các loại kiếm và những nhóm xã hội nào được phép mang chúng, thì độ dài của katana và wakizashi mới được chính thức xác lập.
Trong quyển "Kiếm Nhật", Kanzan Satō viết rằng có vẻ như không có yêu cầu đặc biệt nào cho wakizashi và cho rằng wakizashi có thể đã phổ biến hơn tantō vì chúng thích hợp để chiến đấu trong nhà hơn. Ông cũng đề cập đến phong tục để katana lại ở ngoài cửa khi đi vào lâu đài hoặc cung điện trong khi vẫn được mang wakizashi vào trong. Trong khi chỉ có tầng lớp samurai mới được phép mang katana, wakizashi với chiều dài hợp pháp (ko-wakizashi) có thể được mang bởi tầng lớp chonin bao gồm cả các thương nhân. Đây là một điều khá phổ biến khi đi lại để phòng trộm cướp. Wakizashi thường được đeo bên hông trái. được giữ bởi khăn buộc hông (uwa-obi hay himo).
- Một thanh wakizashi cổ cùng koshirae và các phần liên quan, bị tách rời. Hamon (đường nhiệt) có thể được nhìn thấy rõ ràng.
- Wakisashi được làm bởi Sanpin Masatoshi, đầu thập niên 1600. Trưng bày tại Bảo tàng Anh.
- Wakizashi thời Edo